# Torre di Santa Caterina

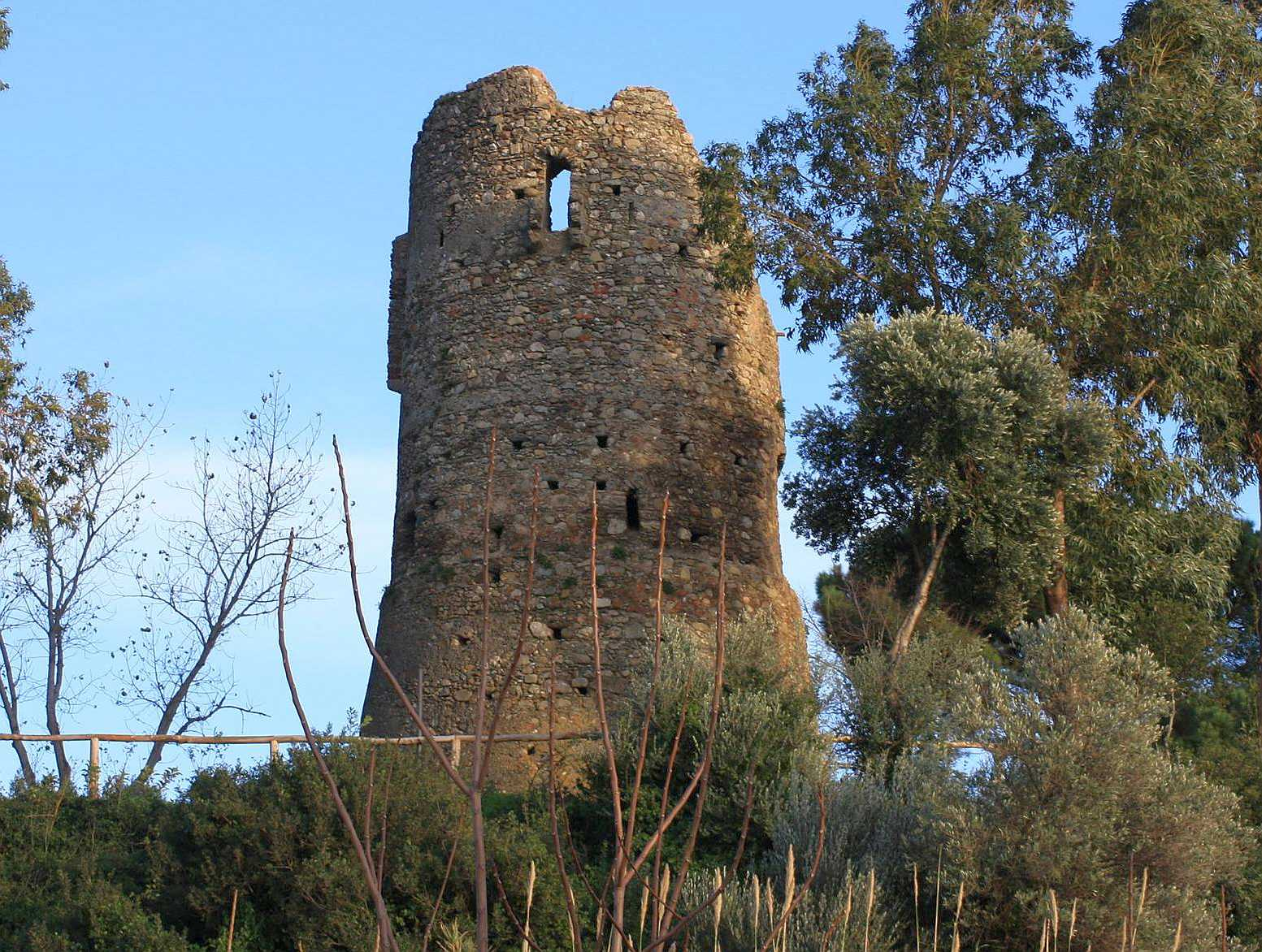

La torre di Santa Caterina è stata costruita probabilmente nel sec. XV, ma il Faglia riferisce il 1576 come facente parte del sistema di difesa costiera delle Torri Vicereali (rif. 265/103/50/CZ). È presente nella cartografia del Mazzella del 1601.
A base circolare, tronco-conica, con scarpa cieca divisa dal corpo cilindrico da una risega, probabilmente lasciata durante il rifacimento di questa parte crollata. Ha l'ingresso a monte, al primo piano raggiungibile con scaletta esterna retrattile, con sopra una bella caditoia per la difesa piombante. Intatta nella sua originaria costruzione, anche se ha subito gli attacchi delle intemperie, dei terremoti e dell'incuria. 
È presente una caditoia lato nord, la volta di copertura è ancora intatta, è priva di fessurazioni. Le altre caditoie sono distrutte. È provvisto di aperture lato mare e monti, a base troncoconica, con scarpa cieca divisa dal corpo cilindrico da una risega, probabilmente lasciata durante il rifacimento di questa parte crollata. 
Si trova nel comune di Gizzeria, poco più a nord di Loc. Mortilla, su un'altura, che corrispondeva l'ex capo Condurro che dominava il lago Maricello.
Attualmente la torre è all'interno di un'area privata (agriturismo).

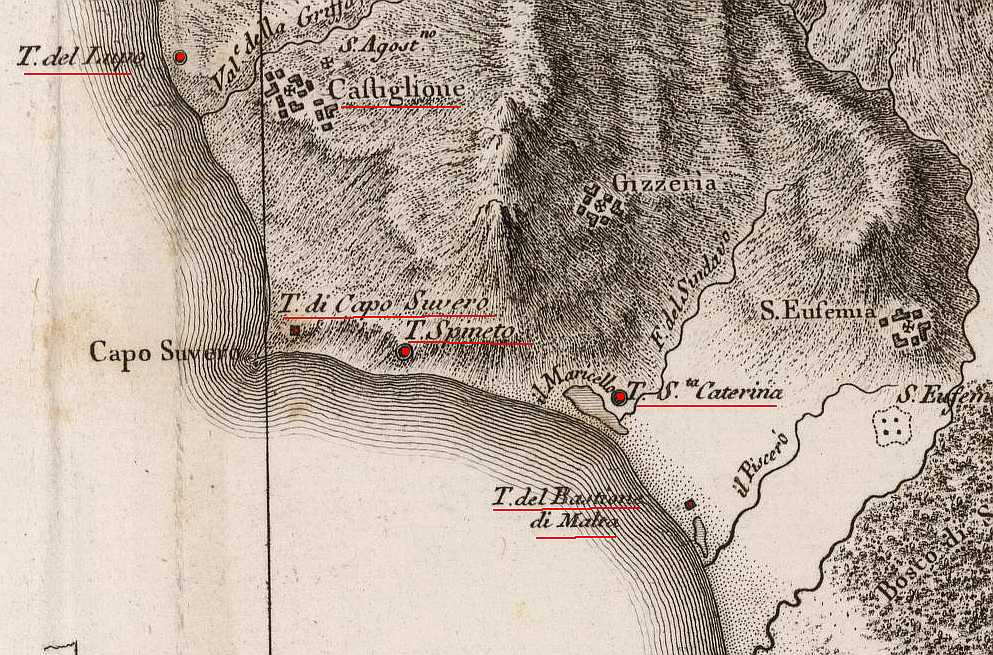
La posizione della torre di Santa Caterina nel sistema delle torri costiere nell'area di Lamezia Terme

Blanch, dopo il terremoto dl 1638, la visita, ed annota: '...S. Caterina seu cab de Condui, niente danni per terremoto, morte del torriero...'.
È soggetta a vincolo paesaggistico con Decreto D.D.R. 843 Del 04.05.2011.